# Hrabstwo Pocahontas (Wirginia Zachodnia)
Hrabstwo Pocahontas (ang. Pocahontas County) – hrabstwo w stanie Wirginia Zachodnia w Stanach Zjednoczonych. Obszar całkowity hrabstwa obejmuje powierzchnię 941,85 mil² (2439,38 km²). Według szacunków United States Census Bureau w roku 2010 miało 8719 mieszkańców.
Hrabstwo powstało w 1821 roku.

## Miasta
- Durbin
- Hillsboro
- Marlinton[4]

## CDP
- Bartow
- Cass
- Frank
- Green Bank
- Huntersville[4]

| Populacja hrabstwa w poprzednich latach | Populacja hrabstwa w poprzednich latach |
| Rok                                     | Liczba ludności                         |
| --------------------------------------- | --------------------------------------- |
| 1980                                    | 9930                                    |
| 1990                                    | 9008                                    |
| 2000                                    | 9131                                    |
| 2010                                    | 8719                                    |